# Arquitectura ecléctica

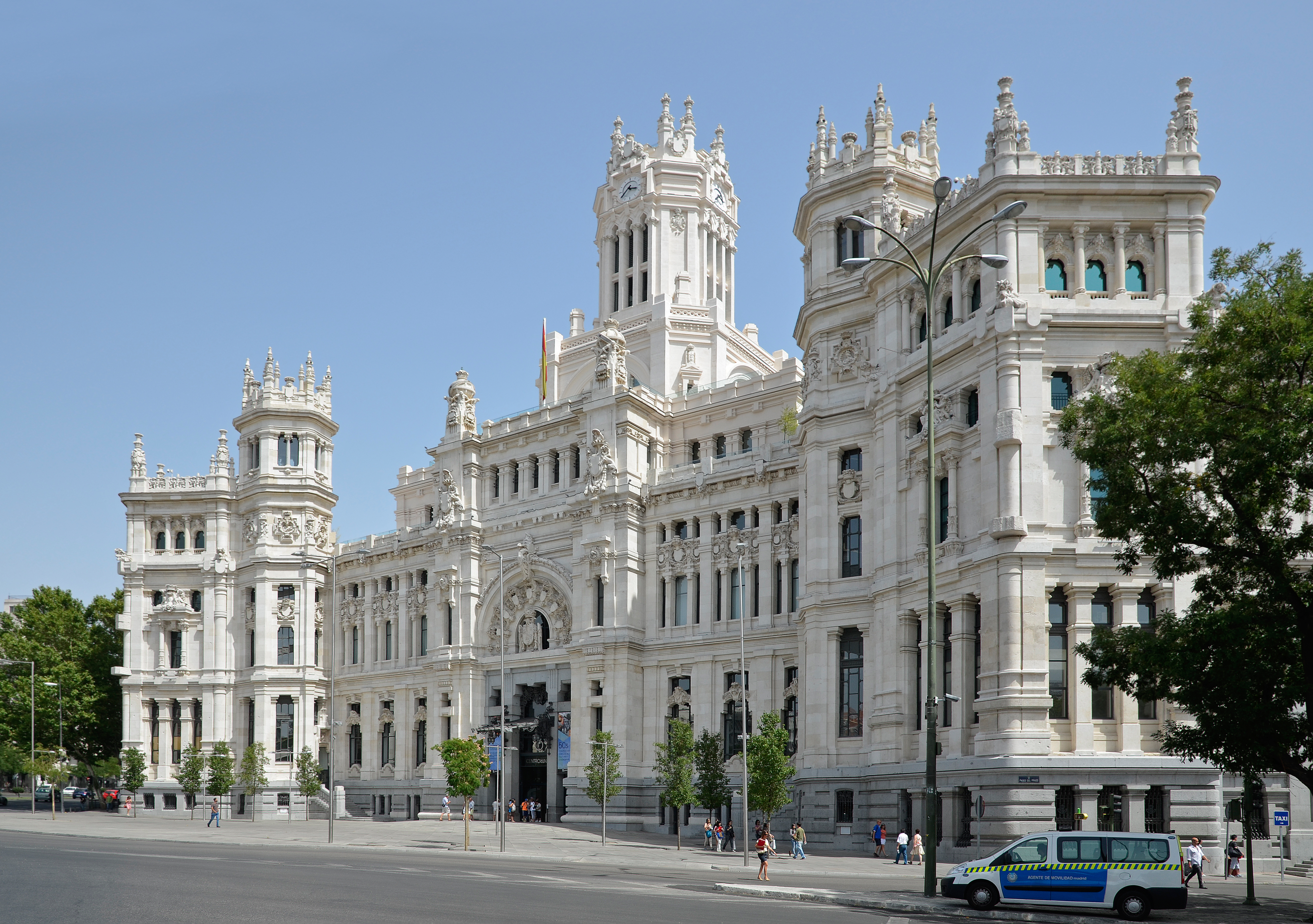
Palacio de Comunicaciones (Madrid, 1907-1919)

El eclecticismo, en arquitectura, es una tendencia que mezcla elementos de diferentes estilos y épocas de la historia del arte y la arquitectura. Nacido en Francia y rápidamente exportado por toda Europa y Rusia, y luego a Estados Unidos, el estilo se manifestó en Occidente entre 1860 y finales de los años 1920.

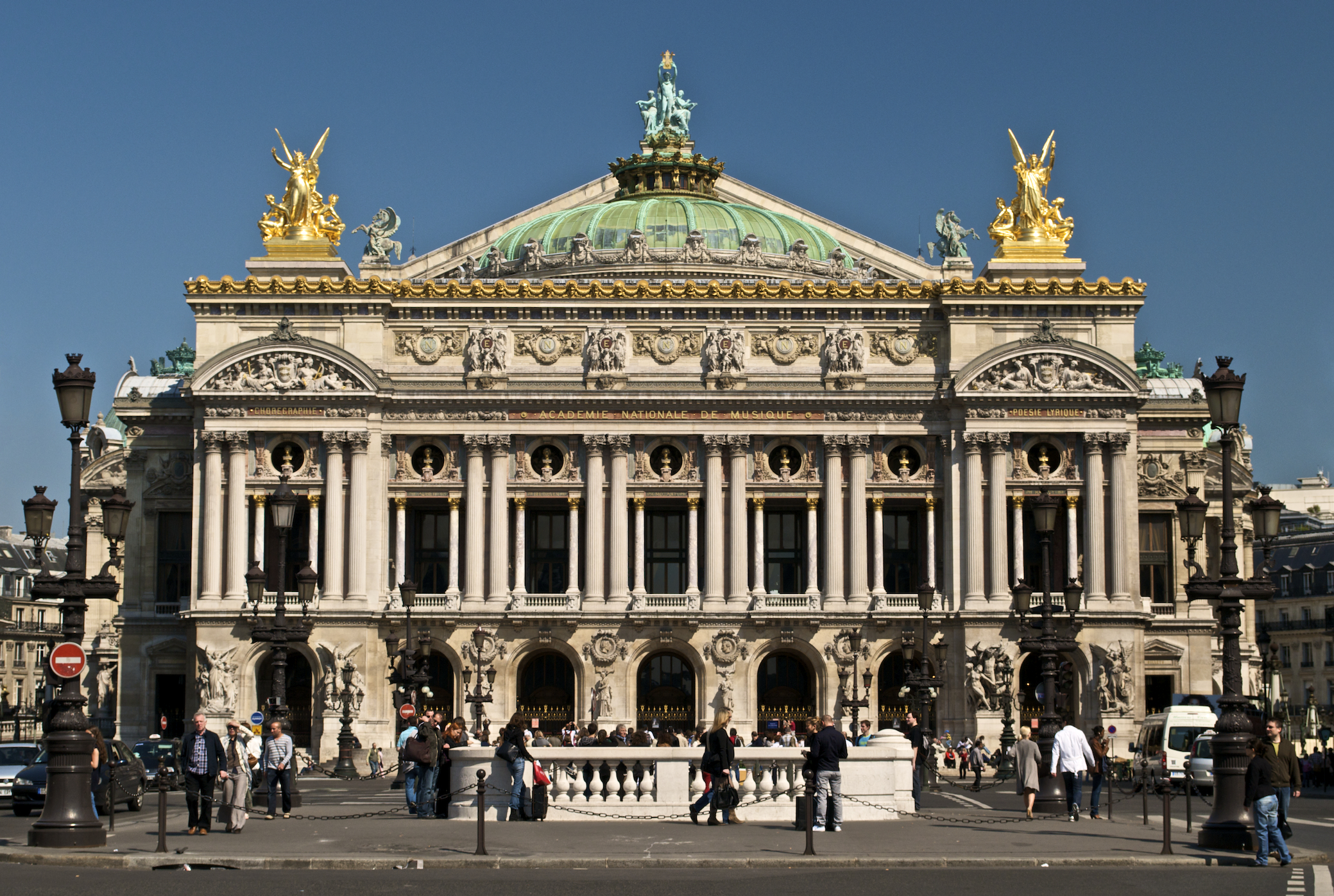
La Ópera Garnier (París, 1861-1874), uno de los máximos exponentes de la arquitectura ecléctica, aún con grandes influencias historicistas.

El término ecléctico  del adjetivo griego εκλεκτός, que significa 'escogido', que a su vez deriva del verbo griego εκλέγω, 'escoger', puesto que lo que harán los arquitectos y artistas en general de esa época será escoger de toda la Historia del Arte lo que más les interese. También se utiliza para definir este período la palabra Historicismo, que se refiere a una nueva visión de la Historia, en la que se indaga filosóficamente. Sus referencias serán el arte gótico (neogótico), románico (neorrománico) y oriental (orientalismo y exotismo).
Eclecticismo o historicismo no se refieren a lo mismo, siendo el historicismo el uso de un lenguaje anterior y el eclecticismo el uso de varios lenguajes anteriores en una misma arquitectura. Será un período complicado de la historia de la arquitectura en el que coexistirán muchas tendencias entrecruzadas, con algunas versiones de carácter nacional, ya que cada país intentó revivir sus tradiciones más autóctonas, coincidiendo con los movimientos nacionalistas o regionalistas.
El eclecticismo podría no crear un arte nuevo, pero ser al menos un elemento de transición sobre el historicismo y la arquitectura del futuro.
Para los detractores y críticos del eclecticismo en arquitectura, este estilo no era sino una extravagancia fruto de «la lujuria de lo nuevo» y de la charlatanería de algunos arquitectos. Sin embargo, para sus defensores, como L. Avray, era el resultado de una educación del gusto, de una mayor cultura, que permitía una tolerante aceptación de toda manifestación artística.

## Características

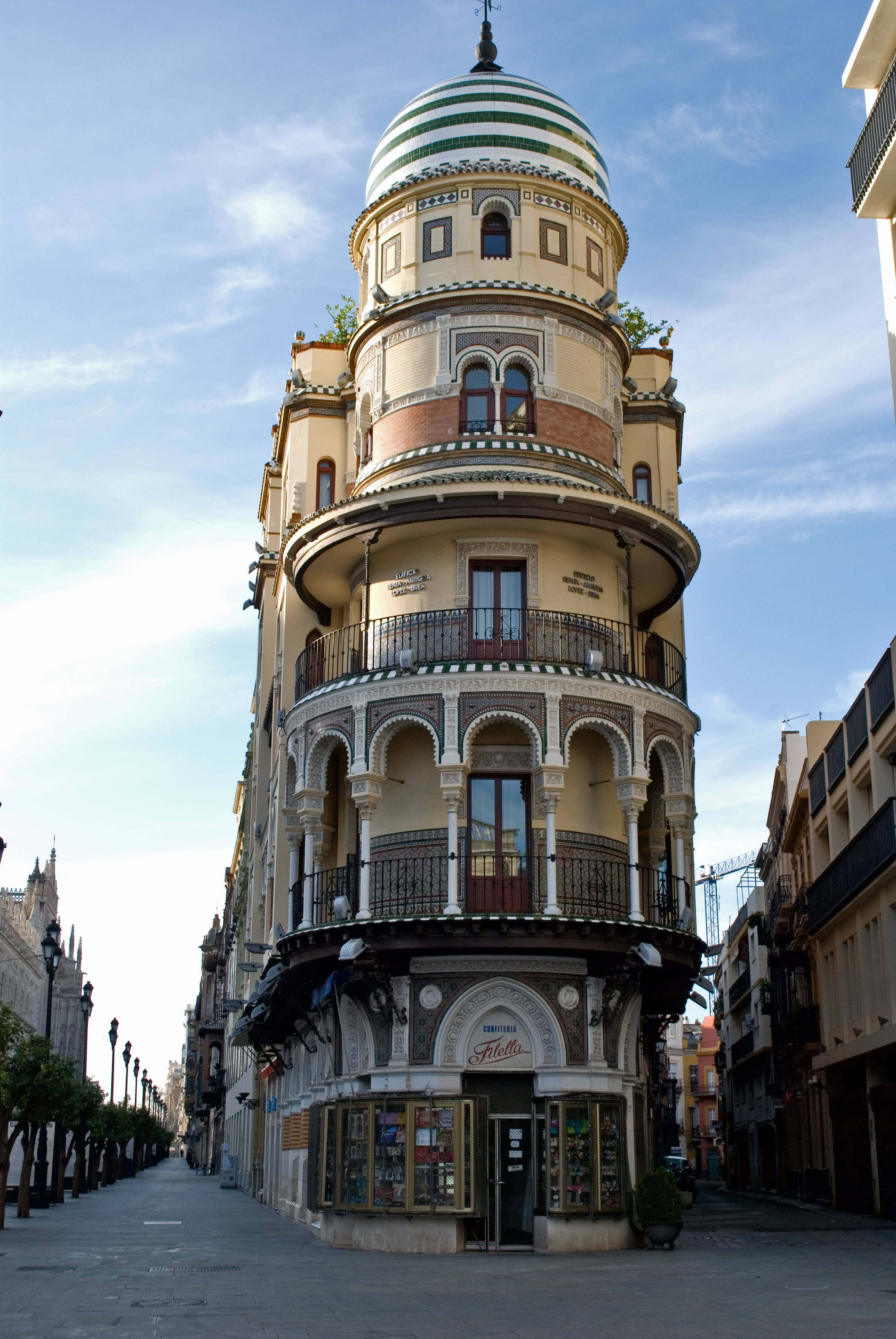
Edificio la Adriática (Sevilla, 1914-1922).

El eclecticismo se origina ante el agotamiento del neoclasicismo (finales del siglo XVIII e inicios del XIX) y el historicismo (mediados del siglo XIX). Si la arquitectura historicista se dedicaba más a imitar a las corrientes de la antigüedad (neo-gótico, neo-románico…), la arquitectura ecléctica consiste principalmente en la combinación de dos o más estilos arquitectónicos. Por lo tanto, el eclecticismo era un estilo más creativo que el historicismo, que se limitaba a imitar los patrones tradicionales.
Sin embargo, debido a las enormes diferencias formales entre obras, no se considera un estilo arquitectónico puro. Además, los edificios podían combinar elementos artísticos propios de la región en la que se construía (regionalismo), lo que dificulta la homogeneización formal del estilo. La construcción se realizó, en muchos casos, con tecnología constructiva moderna de la Segunda Revolución Industrial (1870-1914).
Generalmente obtiene influencias de dos estilos: el clásico grecolatino, de donde se extraen elementos como pilastras, capiteles y frontones; y el estilo Beaux-Arts, que incluye un repertorio basado en mansardas, óculos y gran ostentación general.
El eclecticismo se empleó ampliamente en los grandes edificios de carácter público como ayuntamientos u otros edificios de gobierno, estaciones de ferrocarril, mercados, teatros, casinos, escuelas, bancos, edificios bursátiles y culturales. Se tratan de edificios que, a nivel general, contienen un gran valor plástico en la fachada, incluyendo multitud de elemento decorativos; buscan un gran lujo y ostentación, que se demuestra tanto en la fachada como en los interiores; tienen un gran tamaño y estarán asociados a la burguesía decimonónica y al desarrollo industrial de las ciudades.
Su datación no está muy definida, aunque oscila entre 1860 y 1920, cuando decayó tras la aparición del estilo modernista, mucho más creativo e innovador.
Se caracteriza por varias características distintivas que la hacen única y reconocible:
- Combinación de estilos: La característica más notable de la arquitectura ecléctica es la combinación de elementos de diferentes estilos arquitectónicos en una sola estructura. Estos elementos pueden incluir detalles ornamentales, columnas, arcos, frontones y otros elementos decorativos tomados de diversas épocas y culturas.

- Eclecticismo estructural: Además de la ornamentación, la arquitectura ecléctica a menudo incorpora elementos estructurales de diferentes estilos. Por ejemplo, una fachada ecléctica podría combinar la estructura de un edificio renacentista con la ornamentación de un edificio barroco.

- Uso de materiales variados: Los arquitectos eclécticos a menudo utilizan una amplia gama de materiales, desde piedra y ladrillo hasta hierro forjado y vidrio, para lograr la combinación de estilos deseada. Esto permite la creación de edificios con una apariencia rica y diversa.

- Simetría y equilibrio: A pesar de la diversidad de elementos utilizados, la arquitectura ecléctica tiende a mantener una sensación de simetría y equilibrio en el diseño general de un edificio. Esto contribuye a la armonía visual a pesar de la variedad de estilos presentes.

- Decoración detallada: Los edificios eclécticos a menudo presentan una decoración elaborada y detallada en forma de esculturas, molduras, relieves y otros elementos ornamentales. Estos detalles agregan riqueza y complejidad a la arquitectura ecléctica.

## Desarrollo
El estilo prosperó, ya que introdujo características históricas que antes sólo se veían en la arquitectura aristocrática de países europeos como Gran Bretaña y Francia, contribuyendo a un sentido más rico de la cultura y la historia dentro de América. 
En el caso de Hunt y muchos otros arquitectos eclécticos, su "punto de vista típicamente ecléctico" le permitió hacer elecciones estilísticas basadas en lo que se ajustaba al proyecto particular o al cliente. Esta flexibilidad para adaptarse y mezclar libremente entre los estilos dio a los diseñadores eclécticos más atractivo para los clientes. 
La creación de rascacielos y otros grandes espacios públicos como iglesias, juzgados, ayuntamientos, bibliotecas públicas y cines, hizo que el diseño ecléctico en la arquitectura ya no fuera sólo para los miembros de la alta sociedad, sino que también fuera accesible al público en general. 
Aunque algunos de estos edificios u obras de arquitectura ecléctica han sido demolidos desde entonces (incluyendo la estación original de Pensilvania y el primer jardín de Madison Square ambos en la ciudad de Nueva York), los proyectos que quedan de esta época todavía se valoran como algunas de las estructuras más importantes de América. 

## Decoración Interior
El crecimiento de la arquitectura ecléctica creó la necesidad de especialistas en interiores que tuvieran la habilidad, la comprensión y el conocimiento de los estilos históricos del pasado, para producir interiores adecuados de acompañamiento. Esto dio lugar a la aparición de la decoración de interiores como una profesión considerada. 
Los decoradores de interiores más destacados de esta época (entre finales del siglo XIX y principios del XX) incluyen a Elsie De Wolfe, Rose Cumming, Nancy McClelland, Elsie Cobb Wilson, Francis Elkins, Surie Maugham y Dorothy Draper. 
Mientras que la clientela de estos primeros decoradores consistía exclusivamente en familias y empresas ricas, los trabajos de estos decoradores fueron regularmente presentados en publicaciones populares como House and Garden, House Beautiful, y el Ladies Home Journal. 
La publicación de los lujosos interiores de estas magníficas casas ayudó a difundir a la arquitectura ecléctica entre las clases medias, y las imitaciones menos extravagantes o la incorporación de elementos decorativos similares se convirtieron en una característica deseable de la decoración doméstica. 
Las preferencias de una arquitectura ecléctica variaban de una región a otra a lo largo de América, favoreciéndose los estilos españoles en California, y los elementos de "colonialismo" siendo populares en Nueva Inglaterra. 

## Recepción crítica
Al ser un estilo que ofrecía tanta libertad creativa, y sin reglas de guía, el riesgo de crear un diseño sin éxito era algo aparente para todos. Los proyectos que no lograban mezclar armoniosamente los diferentes estilos de la arquitectura ecléctica eran objeto de críticas por parte de los profesionales (en particular los que estaban en contra del movimiento). 

## Decadencia
El entusiasmo por la imitación histórica comenzó a declinar en la década de 1930 y el eclecticismo arquitectónico se eliminó progresivamente de los planes de estudio de las escuelas de diseño, en favor de un nuevo estilo. El cambio hacia el modernismo fue significativo, ya que muchos lo consideraban de vanguardia y la nueva tecnología y los materiales que se producían en ese momento permitían una mayor innovación. 
A pesar del alejamiento del eclecticismo en la arquitectura, la época sigue siendo significativa desde el punto de vista histórico, ya que "reabrió las puertas a la innovación y a las nuevas formas" para la arquitectura en los años posteriores.

## Desarrollo por país

### Argentina

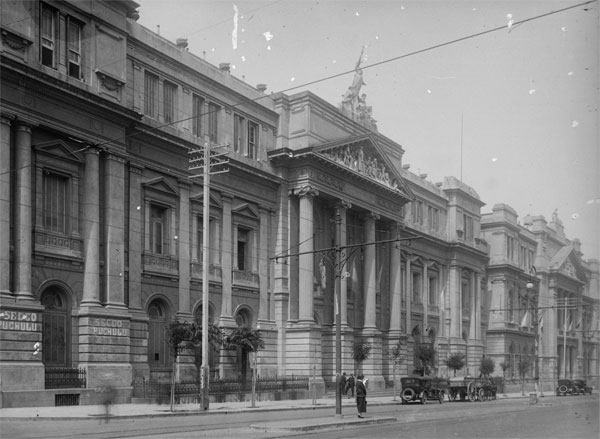
Antigua Facultad de Ciencias Médicas (UBA) (1885)

En Argentina el eclecticismo estuvo vinculado casi en su totalidad a dos estilos artísticos:
- El 'estilo Beaux-Arts', con el que se diseñaron edificios públicos de gran tamaño como el Palacio de Justicia de la Nación (1905), Colegio Nacional de Buenos Aires (1910) y el Correo Central (1889). Así mismo apareció en edificios de carácter privado como viviendas de toda clase, hoteles y edificios de oficinas como la Bolsa de Comercio de Buenos Aires (1916).[8]
- El estilo italianizante, traído por inmigrantes italianos, tuvo dos oleadas, una de menor intensidad sobre 1840 y las más relevante a partir de 1880. En esta segunda oleada destacan arquitectos como Tamburini (Teatro Rivera lndarte,1891; Teatro Colón, 1888) y Buschiazzo (Cementerio de la Recoleta).[8]

En otros estilos están los vinculados a la inmigración alemana y a la inversión inglesa (Railway Building, 1914).

### España

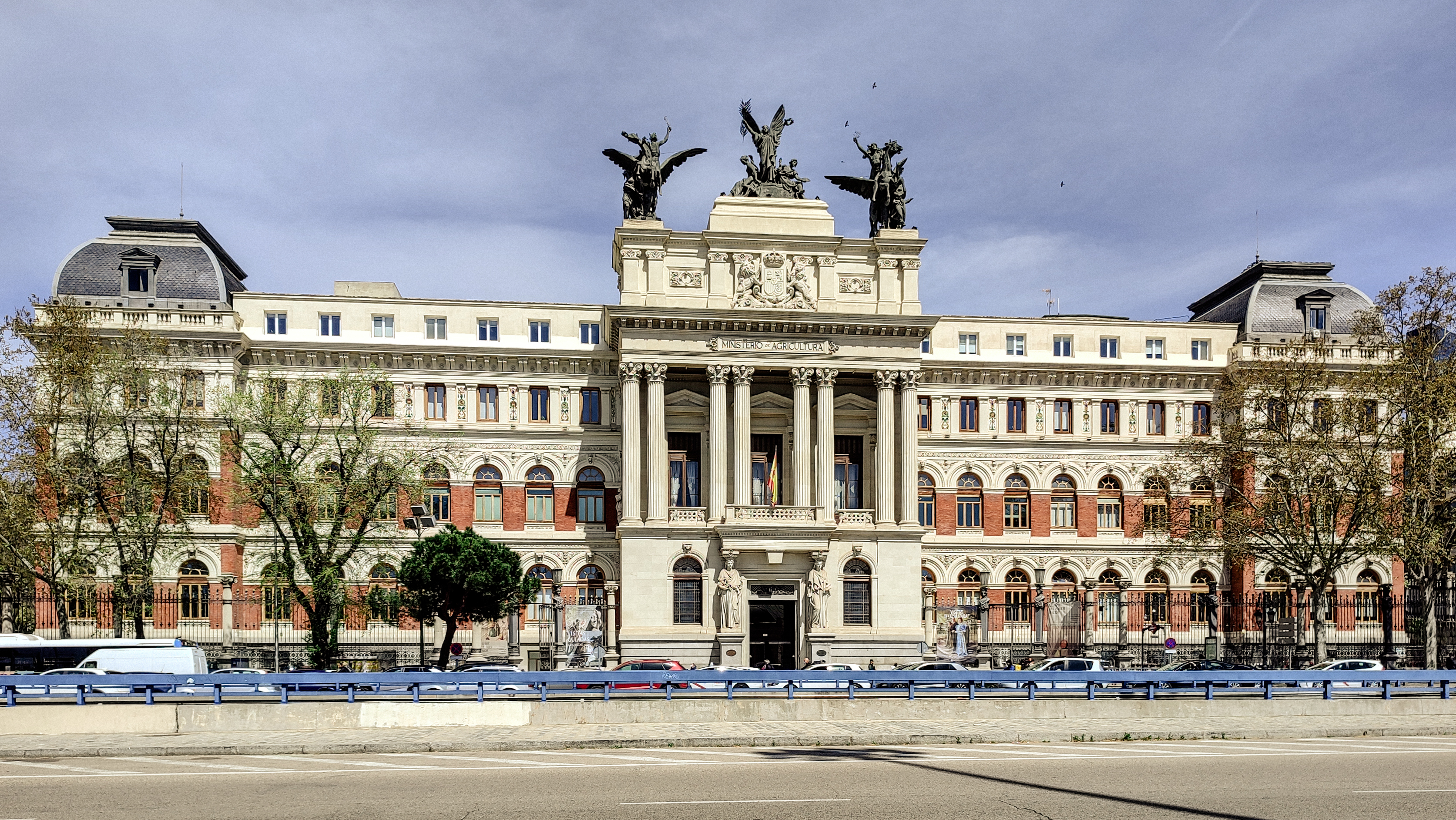
Palacio de Fomento (Madrid, 1897)

En España la arquitectura ecléctica estuvo ligada a las transformaciones urbanas que experimentaron las ciudades mediante los ensanches de población, que precisaron nuevos y ostentosos edificios residenciales para la burguesía y otros edificios públicos como estaciones de ferrocarril y diputaciones provinciales. Las dos escuelas de Arquitectura del momento (Madrid y, desde 1871, Barcelona) serán los dos principales focos de emisión de este estilo en España. Destacan arquitectos como: Antonio Palacios (Palacio de Cibeles, 1907; Edificio de las Cariátides,1911), Joaquín Rucoba (Teatro Arriaga, 1890), Eduardo de Adaro (Banco de España, 1884), Luis Aladrén Mendivil (Palacio de la Diputación de Vizcaya, 1901; Casino de San Sebastián, 1882), Jerónimo Cuervo (Teatro Cervantes, 1870) y Ricardo Velázquez Bosco (Palacio de Fomento, 1897; Palacio de Velázquez, 1881).

## Galería
|                           |
| Casa Conde (Oviedo, 1904) |

|                                         |
| Palacio de Justicia de Roma (1888-1910) |

|                                           |
| Teatro Municipal de Río de Janeiro (1909) |

|                                        |
| Teatro Colón (Buenos Aires, 1888-1908) |

|                                               |
| Casa de Nikolay Basin (San Petersburgo, 1878) |